# Ærøskøbing (Schiff)
Die Ærøskøbing ist eine dänische RoRo-Fähre, die seit dem 1. November 1999 zwischen Ærøskøbing und Svendborg verkehrt. Der Heimathafen des Schiffes ist Ærøskøbing auf Ærø.

## Geschichte
Sie ersetzte das bis zu dem Zeitpunkt eingesetzte Schiff Ærøsund II. Die Fähre kann bis zu 42 Pkw und 395 Passagiere befördern. Mit einem Ruheraum, einer Cafeteria sowie einem Sonnendeck ist das Schiff wie die Marstal eingerichtet. Das Schiff dient zudem dem Patiententransport nach Svendborg.
Die Ærøfærgerne A/S gehörende Fähre verkehrt werktags sechsmal täglich, eine Überfahrt dauert 75 Minuten.

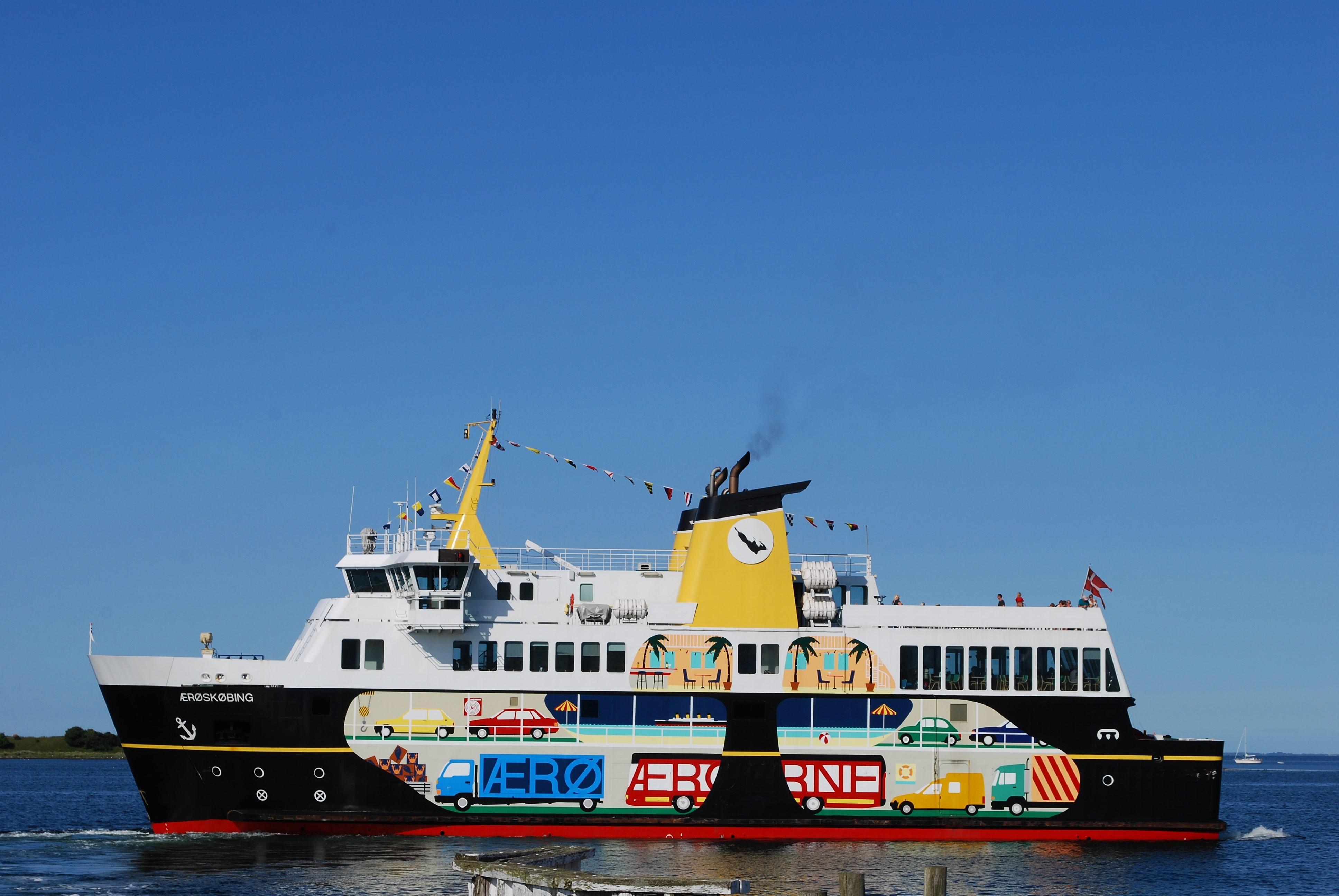
MF Ærøskøbing

Im Frühjahr 2011 führte Statens Kunstfond (dt.: staatlicher Kunstfond) einen Wettbewerb namens „vores kunst“ (unsere Kunst) durch. Hier gewann die Ærøskøbing einen Preis zur Ausschmückung in Höhe von 1,3 Millionen Kronen.
Das Schiff verkehrt mit einer künstlerischen Außenbemalung.